# Wilson Reef
Wilson Reef är ett rev på Stora Barriärrevet i Australien.   Det ligger i delstaten Queensland, cirka 30 km norr om Cape Melville.